# Алексино (Большесельский район)
Алексино — деревня в Большесельском сельском поселении Большесельского района Ярославской области.

## География
Деревня расположена в западной части района. Она стоит на правом западном берегу реки Койки при пересечении реки автомобильной дорогой, следующей из Большого Села на запад к федеральной автомобильной трассе Р104. Деревня расположена к югу от дороги и ориентирована вдоль неё. С севера от Алексино, непосредственно на дороге стоит деревня Малинки. На расстоянии менее 1 км на запад от Алексино стоит деревня Загарье. На противоположном берегу Койки стоит деревня Девницы. В юго-западном направлении от деревни следует просёлочная дорога к деревне Веретея. Ниже по течению Койки на правом берегу стоит деревня Никулино.

## Население
| 2007 | 2010 |
| ---- | ---- |
| 0    | ↗5   |

По топокарте на 1981 год в деревне проживало 0,02 тыс. человек .